# Sexto Quintilio Valerio Máximo
Sexto Quintilio Valerio Máximo (en latín, Sextus Quintilius Valerius Maximus) fue senador romano que vivió en el siglo II, y desarrolló su cursus honorum bajo los emperadores Antonino Pío y Marco Aurelio. 

## Origen, familia y carrera
Valerio Máximo provenía de Alejandría de Troade en Asia menor, y era hijo de Sexto Quintilio Valerio Máximo que fue Legado de Acaya. En 151 Valerio Máximo fue nombrado cónsul ordinario junto a su hermano Sexto Quintilio Valerio Condiano, esto se sabe por dos diplomas militares, que están fechados el 20 de enero de 151.
Al parecer, los hermanos también fueron correctores de Acaya, desde alrededor de 170/1 a 174/5. Según Filostrato, los dos hermanos gobernaron juntos. Esto También se encuentra atestiguado en la carta que Marco Aurelio envía a los atenienses, posiblemente datada de los años 174 o 175, que se encontró en 1966, en la cual se les declara responsables de la justicia en Acaya.
En la Via Appia se pueden ver las ruinas de la Villa de los Quintili construida por los dos hermanos.